# Flemming Quach
Flemming Quach (* 11. April 1992 in Aarhus) ist ein dänischer Badmintonspieler. 

## Karriere
Flemming Quach nahm 2009 und 2010 an den Juniorenweltmeisterschaften teil. 2010 startete er ebenfalls bei den Olympischen Jugend-Sommerspielen. Bei den German Juniors 2011 belegte er Rang zwei, bei den Czech International 2012 Rang drei. Bei den French International 2013 wurde er Zweiter, bei den Dutch International 2013 Dritter. 2014 gewann er die Slovenia International.